# Phallusia nigra
Phallusia nigra is een zakpijpensoort uit de familie van de Ascidiidae. De wetenschappelijke naam van de soort is voor het eerst geldig gepubliceerd in 1816 door Savigny.
De soort komt voor in tropische zeeën over de hele wereld. Savigny meldde dat ze voorkwam in de Rode Zee. Ze leeft in ondiep water en hecht zich op hard substraat zoals rotsen of schelpen.